# Njombe (huyện)
Njombe là một huyện thuộc vùng Iringa, Tanzania. Thủ phủ của huyện Njombe đóng tại Njombe Mjini. Huyện Njombe có diện tích 9868 ki lô mét vuông. Đến thời điểm điều tra dân số ngày 25 tháng 8 năm 2002, huyện Njombe có dân số 419115 người.